# Alfons d'Aragó
Alfons d'Aragó (Valencia, 1455 - Tarragona, 1514) was bisschop van Tortosa (1475-1512), president van de Generalitat de Catalunya en aartsbisschop van Tarragona (1513-1514). Hij was het bastaardkind van de gelijknamige Alfons d'Aragó en Estenga Conejo en broer van Joan d'Aragó, die van 1512 tot 1515 president van de Generalitat de Catalunya was.
Op twintigjarige leeftijd werd Alfons d'Aragó door Paus Sixtus IV tot bisschop van Tortosa benoemd. Vanaf 1485 woonde hij voornamelijk in Valencia. Hij gaf deze stad een handvest, waardoor hij het bisdom van hieruit kon besturen.
- Virtual International Authority File: 304791523